# Thil-sur-Arroux
Thil-sur-Arroux is een gemeente in het Franse departement Saône-et-Loire (regio Bourgogne-Franche-Comté) en telt 142 inwoners (1999). De plaats maakt deel uit van het arrondissement Autun.

## Geografie
De oppervlakte van Thil-sur-Arroux bedraagt 12,9 km², de bevolkingsdichtheid is 11,0 inwoners per km².
De onderstaande kaart toont de ligging van Thil-sur-Arroux met de belangrijkste infrastructuur en aangrenzende gemeenten.

## Demografie
Onderstaande figuur toont het verloop van het inwonertal (bron: INSEE-tellingen).